# Naissance en 1187
Naissance
- 1183
- 1184
- 1185
- 1186
- 1187
- 1188
- 1189
- 1190
- 1191

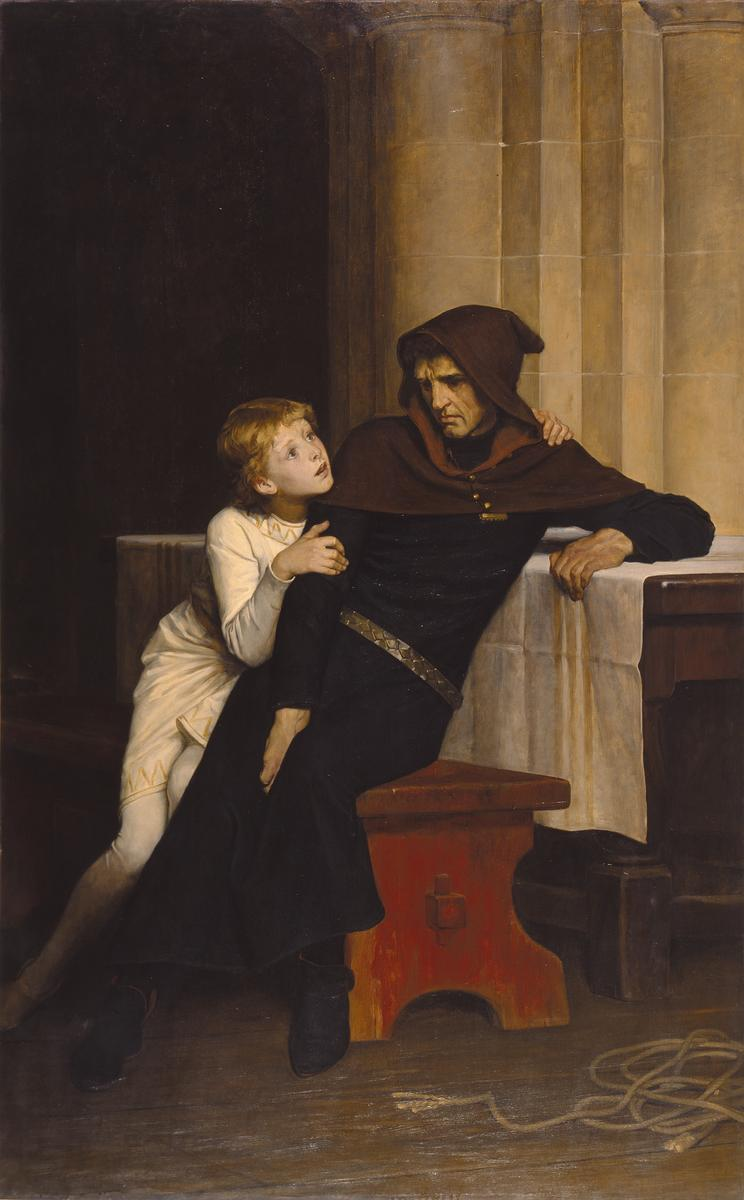
Arthur Ier de Bretagne, né en 1187 et Hubert de Burgh.

Cette page dresse une liste de personnalités nées au cours de l'année 1187 :
- 28 mars : Arthur Ier de Bretagne, duc de Bretagne et comte de Richmond et héritier désigné au trône du Royaume d’Angleterre, devant succéder à Richard Cœur de Lion.
- 5 septembre : Louis VIII, futur roi de France.

- Koga Michiteru, poète et courtisan de première classe japonais du début de l'époque de Kamakura.
- Liu Kezhuang, poète et critique littéraire chinois.
- Pierre de Portugal, infant de Portugal, comte consort d'Urgell et seigneur de Majorque, il est prince capétien portugais.
- Vladimir IV de Kiev, Grand-prince du Rus' de Kiev de la dynastie des Riourikides.

date incertaine (vers 1187)
- Gobert d'Aspremont, chevalier croisé, devenu moine cistercien à l’abbaye de Villers-en-Brabant.
- Pierre Ier de Bretagne, noble d'ascendance capétienne de la maison de Dreux, baillistre de Bretagne, comte de Richmond et seigneur de Machecoul.

## Crédit d'auteurs
- Cet article est partiellement ou en totalité issu de l'article intitulé « 1187 » (voir la liste des auteurs).